# Sportåret 1950

## Händelser

### Amerikansk fotboll
- Cleveland Browns besegrar Los Angeles Rams med 30 - 28 i NFL-finalen

### Bandy
- 19 februari - Västerås SK blir svenska mästare genom att i finalen besegra Sandvikens AIK med 2–1 på Stockholms stadion.[1][2]

### Baseboll
- 7 oktober - American League-mästarna New York Yankees vinner World Series med 4-0 i matcher över National League-mästarna Philadelphia Phillies.[3]

### Basket
- 23 april - Minneapolis Lakers vinner NBA-finalserien mot Syracuse Nationals.[4]
- 20 maj - Sovjet vinner damernas Europamästerskap i Budapest före Ungern och Tjeckoslovakien.[5]
- 3 november - Argentina vinner i Buenos Aires det första herrvärldsmästerskapet i basket före USA och Brasilien.[6]

### Bordtennis

#### VM
- Lag, herrar – Tjeckoslovakien
- Lag, damer – Rumänien
- Herrsingel – Richard Bergmann, Storbritannien
- Damsingel – Angelica Rozeanu, Rumänien

### Boxning
- I junior-SM segrar 17-årige Ingemar Johansson i tungvikt.

### Brottning

#### VM
- Bertil Antonsson blir världsmästare i grekisk-romersk stil, tungvikt.

#### SM
- Kurt Pettersén blir för nionde gången svensk mästare i grekisk-romersk stil, bantamvikt.

### Cykel
- Giro d'Italia vinns av Hugo Koblet, Schweiz
- Tour de France vinns av Ferdinand Kubler, Schweiz
- Vuelta a España vinns av Emilio Rodriguez, Spanien.
- Linjeloppet i VM vinns av Rik van Steenbergen, Belgien

### Fotboll
- 29 april - Arsenal FC vinner FA-cupfinalen mot Liverpool FC med 2-0 på Wembley Stadium.[7]

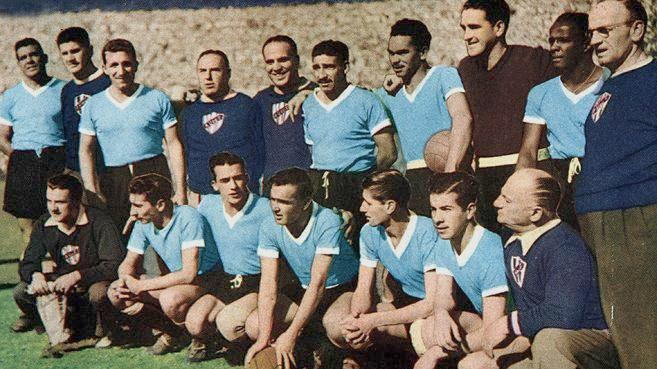
Uruguays segrande lag.

- 9 juli - Uruguay vinner VM i Brasilien före Brasilien och Sverige.[8]
- 23 juli – AIK vinner Svenska cupen genom att finalslå Helsingborgs IF med 3-2 i Solna.[9]
- 22 november
  - Västtyskland spelar sin första officiella efterkrigslandskamp i fotboll, då man i Stuttgart besegrar Schweiz med 1-0.[10]
  - Saar spelar sin första officiella landskamp i fotboll, då man på Ludwigparkstadion i Saarbrücken vinner med 5-3 mot Schweiz B.[11] i en match som även är Schweiz första B-landskamp i fotboll.[12]
- Okänt datum – Den första riktiga svenska damserien i fotboll spelas i Umeå och heter Umemästarinnorna.[13]
- Okänt datum – Copa del Rey vinns av Athletic Bilbao
- Okänt datum – Franska cupen vinns av Stade de Reims
- Okänt datum – Skotska cupen vinns av Rangers FC

#### Ligasegrare / resp. lands mästare
- Belgien – RSC Anderlecht
- Danmark – Kjøbenhavns Boldklub
- England - Portsmouth FC
- Frankrike - Bordeaux
- Italien - Juventus FC
- Nederländerna – SV Limburgia
- Spanien - Atlético Madrid
- Skottland - Rangers
- Sverige - Malmö FF
- Västtyskland - VfB Stuttgart

### Friidrott
- 31 december - Lucien Theys, Belgien vinner Sylvesterloppet i São Paulo.[14]
- Kee Yong Ham, Sydkorea vinner Boston Marathon.[15]

#### Världsrekord

##### Herrar
- 400 m – George Rhoden, Jamaica 45,8  i Eskilstuna
- 10 000 m – Emil Zatopek, Tjeckoslovakien; 29.02,6 i Åbo
- 110 m häck – Richard Attlesey, USA; 13,6 i College Park
- Tiokamp – Bob Mathias, USA; 8 042 p i Tulare
- Kula – James Fuchs, USA; 17,82 i Los Angeles
- Kula – James Fuchs, USA; 17,90 i Visby
- Kula – James Fuchs, USA; 17,95 i Eskilstuna
- Tresteg – Adhemar Ferreira da Silva, Brasilien; 16,00 i São Paulo (tangering)
- Slägga – Imre Nemeth, Ungern; 59,88 i Budapest

##### Damer
- 200 m – Fanny Blankers-Koen, Nederländerna 24,0 i Bryssel (tabgering)
- 400 m – Zoya Petrova, Sovjetunionen 56,7 i Kiev
- Kula – Anna Andrejeva, Sovjetunionen; 15,02 i Ploesti

#### EM
- Vid EM i friidrott uppnådde svenska friidrottare följande resultat:

##### Herrar
- 400 m – 3. Lars-Erik Wolfbrandt 47,9
- 110 m häck – 2. Ragnar Lundberg 14,7
- Höjd – 2. Arne Åhman 1,93
- Stav – 1. Ragnar Lundberg 4,30
- Spjut
  - 2, Per-Arne Berglund 70,06
  - 3. Ragnar Ericzon 69,82
- Tiokamp – 3. Kjell Tånnander 7 175
- 10 000 m gång – 3. John Mikaelsson 46.48,2
- 50 km gång
  - 2. John Ljunggren 4:43.25
  - 3. Verner Ljunggren 4:49.28
- 4 x 100 m – 3. Sverige 41,9
- 4 x 400 m – 3. Sverige 3.11,6

### Golf

#### Herrar

##### Majorstävlingar
- The Masters vinns av Jimmy Demaret, USA
- US Open vinns av Ben Hogan, USA
- British Open vinns av Bobby Locke, Sydafrika
- PGA Championship vinns av Chandler Harper, USA

#### Damer
- Tretton kvinnliga golfspelare bildar Ladies Professional Golf Association LPGA.
- US Womens Open - Babe Zaharias
- Babe Zaharias utses av Associated Press (AP) till Första halvseklets idrottskvinna.

### Handboll
- 15 februari - Island spelar sin första officiella herrlandskamp i handboll, då man i Lund åker på stryk med 7-15 mot Sverige.[16]

### Ishockey
- 21 februari - Djurgårdens IF blir svenska mästare i ishockey efter finalvinst mot Mora IK med 7-2.[17]
- 22 mars - Världsmästerskapet spelas i London och vinns av Kanada.[18]
- 23 april - Stanley Cup vinns av Detroit Red Wings, som besegrar New York Rangers med 4 matcher mot 3 i slutspelet.[19]

### Konståkning

#### VM
- Herrar: Richard Button, USA
- Damer - Alena Vrzánová, Tjeckoslovakien
- Paråkning - Karol Kennedy & Michael Kennedy, USA

#### EM
- Herrar; Ede Király, Ungern
- Damer - Alena Vrzánová, Tjeckoslovakien
- Paråkning – Marianne Nagy & Lászlo Nagy, Ungern

### Motorsport
- 3 september - Det första FIA-världsmästerskapet (formel 1) vinns av Giuseppe Farina, Italien på Alfa Romeo.
- Per-Fredrik Cederbaum vinner det första Midnattssolsrallyt.
- Fransmännen Louis Rosier och Jean-Louis Rosier (far och son) vinner Le Mans 24-timmars med en Talbot-Lago T26C-GS.

### Simning

#### EM
- Vid EM i simning uppnådde svenska simmare följande resultat:
  - 100 m frisim, herrar – 2 Göran Larsson
  - 100 m ryggsim, herrar – 1 Göran Larsson
  - 200 bröstsim, herrar – 3. Bengt Rask
  - Lagkapp 4 x 200 m frisim, herrar – 1. Sverige
  - Lagkapp 4 x 100 m frisim, damer – 3. Sverige

### Skidor, alpina grenar

#### Herrar

##### VM
- - Slalom
- 1 Georges Schneider, Schweiz
- 2 Zeno Colo, Italien
- 3 Stein Eriksen, Norge
  - Storslalom
- 1 Zeno Colo, Italien
- 2 Fernand Grosjean, Schweiz
- 3 James Couttet, Frankrike
  - Störtlopp
- 1 Zeno Colo, Italien
- 2 James Couttet, Frankrike
- 3 Egon Schöpf, Österrike

##### SM
- Slalom vinns av Carl-Axel Engman, Åre SLK. Lagtävlingen vinns av Åre SLK

#### Damer

##### VM
- - Störtlopp
- 1 Trude Beiser-Jochum, Österrike
- 2 Erika Jahringer, Österrike
- 3 Georgette Thiollière-Miller, Frankrike

##### SM
- Slalom vinns av Kerstin Winnberg, IFK Östersund. Lagtävlingen vinns av Åre SLK

### Skidor, nordiska grenar
- 5 mars - Nils "Mora-Nisse" Karlsson, IFK Mora vinner Vasaloppet.[20]

#### Herrar

##### VM
- - 30 km
- 1 Karl-Erik Åström, Sverige
- 2 Enar Josefsson, Sverige
- 3 Arnljot Nyaas, Norge
  - 50 km
- 1 Gunnar Eriksson, Sverige
- 2 Enar Josefsson, Sverige
- 3 Nils Karlsson, Sverige
  - Stafett 4 x 10 km
- 1 Sverige
- 2 Finland
- 3 Norge
  - Backhoppning
- 1 Hans Bjørnstad, Norge
- 2 Thure Lindgren, Sverige
- 3 Arnfinn Bergmann, Norge
  - Nordisk kombination
- 1 Heikki Hasu, Finland
- 2 Ottmar Gjermundshaug, Norge
- 3 Simon Slåttvik, Norge

##### SM
Samtliga sju mästerskap i längdlöpning hemförs av IFK Mora.
- 15 km vinns av Nils Karlsson, IFK Mora. Lagtävlingen vinns av IFK Mora.
- 30 km vinns av Nils Karlsson, IFK Mora. Lagtävlingen vinns av IFK Mora.
- 50 km vinns av Nils Karlsson, IFK Mora. Lagtävlingen vinns av IFK Mora.
- Stafett 3 x 10 km vinns av IFK Mora med laget Gunnar Eriksson, Anders Törnqvist och Nils Karlsson.
- Backhoppning vinns av Nils Lund, IF Friska Viljor. Lagtävlingen vinns av IF Friska Viljor.
- Nordisk kombination vinns av Sven Israelsson, Dala-Järna IK,  Lagtävlingen vinns av IFK Kiruna..

#### Damer

##### SM
- 10 km vinns av Margit Åsberg-Albrechtsson, IF Friska Viljor, före Vera Åström-Hålldén, Edsbyns IF. Lagtävlingen vinns av IF Friska Viljor före Vårby IK.

### Tennis

#### Herrar
- 27 augusti - Australien vinner Davis Cup genom att finalbesegra USA med 4-1 i Forest Hills.[21]

##### Tennisens Grand Slam
- Australiska öppna -  Frank Sedgman, Australien
- Franska öppna – Budge Patty, USA
- Wimbledon – Budge Patty, USA
- US Open – Arthur Larsen, USA

#### Damer

##### Tennisens Grand Slam
- Australiska öppna – Louise Brough, USA
- Franska öppna – Doris Hart, USA
- Wimbledon – Louise Brough,  USA
- US Open – Margaret Osborne, USA

### Travsport
- 22 januari – Prix d'Amérique på Vincennesbanan i Paris vinns av den svensktränade hingsten Scotch Fez (US) e Scotland (US) – Fay (US) e Protector (US). Kilometertid:1.22,8  Körsven:  Sören Nordin
- Travderbyt körs på  Jägersro travbana i  Malmö. Segrare blir det svenska stoet   Isa Will (SE)  e Earl’s Mr Will (US) – Iva Dennis  (SE) e Hollyrood Dennis  (US). Kilometertid: 1.26,3   Körsven:  Olle Persson
- Travkriteriet vinns av den svenska hingsten   Sir Basil  (SE)  e. Bulwark  (US) – Grand Duchess  (US) e Pluto Watts  (US). Kilometertid:1.26,3   Körsven:  Gösta Nordin

### Volleyboll
- 22 oktober - I Sofia avgörs Europamästerskapen i volleyboll för både herrar och damer. Sovjet vinner herrturneringen före Tjeckoslovakien och Ungern.[22] Sovjet vinner även damturneringen, före Polen och Tjeckoslovakien.[23]

## Evenemang
- VM i basket anordnas i Buenos Aires, Argentina
- VM i bordtennis anordnas i Budapest, Ungern
- VM i fotboll anordnas i Brasilien.
- VM i ishockey anordnas i London,  Storbritannien.
- VM i konståkning anordnas i London, Storbritannien.
- VM på skidor, alpina grenar anordnas i Aspen, Colorado, USA
- VM på skidor, nordiska grenar anordnas i Lake Placid, New York, USA. Längdtävlingarna arrangeras i Rumford, Maine, USA.
- EM i friidrott anordnas i Bryssel, Belgien
- EM i konståkning anordnas i Oslo, Norge.
- EM i simning anordnas i Wien, Österrike

## Födda
- 7 januari - Malcolm Macdonald, engelsk fotbollsspelare.
- 18 januari - Gilles Villeneuve, kanadensisk F1-förare.
- 26 januari - Ivan Hlinka, tjeckisk ishockeyspelare och tränare.
- 10 februari - Mark Spitz, amerikansk simmare.
- 21 mars - Anders Linderoth, svensk fotbollsspelare och tränare.
- 28 mars - Roland Andersson, svensk fotbollsspelare.
- 8 april - Grzegorz Lato, polsk fotbollsspelare.
- 10 maj - Andrzej Szarmach, polsk fotbollsspelare.
- 12 maj - Renate Stecher, tysk (DDR) friidrottare.
- 9 juli - Adriano Panatta, italiensk tennisspelare.
- 3 augusti - Waldemar Cierpinski, tysk maratonlöpare.
- 4 augusti - István Jónyer, ungersk bordtennisspelare.
- 7 augusti - David Wottle, amerikansk friidrottare.
- 10 oktober - Charlie George, engelsk fotbollsspelare.
- 17 oktober - Erich Kühnhackl, tysk ishockeyspelare.
- 4 november - Benny Wendt, svensk fotbollsspelare.
- 17 november - Roland Matthes, tysk (DDR) simmare.
- 21 november - Alberto Juantorena, kubansk friidrottare.
- 6 december - Guy Drut, fransk friidrottare.

## Avlidna
- 27 november - James Braid, skotsk professionell golfspelare.

### Fotnoter
1. ↑  Erik Jonsson (19 februari 1950). ”1950–1959”. Svenska Bandyförbundet. Arkiverad från originalet den 17 mars 2020. https://web.archive.org/web/20200317215225/https://www.svenskbandy.se/BANDYFINALEN/HISTORIK/Svenskamastare/Herrar/1950-1959. Läst 18 mars 2020.
2. ↑  ”Västerås Sportklubbs SM-finaler i bandy”. VSK Forum. http://www.vskforum.com/vsk.nu/SM-finallag.html. Läst 21 juli 2011.
3. ↑  ”1950 World Series” (på engelska). Baseball-Reference.com. http://www.baseball-reference.com/postseason/1950_WS.shtml. Läst 14 juli 2015.
4. ↑  ”Basketball Reference”. http://www.basketball-reference.com/leagues/NBA_1950_games.html. Läst 25 augusti 2011.
5. ↑  ”Sport Statistics”. Arkiverad från originalet den 3 juli 2015. https://web.archive.org/web/20150703185316/http://todor66.com/basketball/Europe/Women_1950.html. Läst 24 augusti 2011.
6. ↑  ”Sport Statistics”. Arkiverad från originalet den 30 september 2007. https://web.archive.org/web/20070930211834/http://todor66.com/basketball/World/Men_1950.html. Läst 24 augusti 2011.
7. ↑  ”England FA Challenge Cup 1949/1950” (på engelska). RSSSF. http://www.rsssf.com/tablese/engcup1950.html. Läst 19 augusti 2012.
8. ↑  ”World Cup 1950” (på engelska). RSSSF. http://www.rsssf.com/tables/50f.html. Läst 11 augusti 2011.
9. ↑  Jimmy Lindahl (11 mars 2005). ”Svenska cupen – finalmatcher”. Bolletinen. http://www.bolletinen.se/sfs/pdf/stat_h_allsvens_1941_2005_stat_herr_cupen_finalmatcher.pdf. Läst 21 augusti 2012.
10. ↑  ”(West) Germany - International Results” (på engelska). RSSSF. http://www.rsssf.com/tablesd/duit-intres.html. Läst 20 augusti 2011.
11. ↑  ”Saar - List of International Matches and Line-Ups” (på engelska). RSSSF. http://www.rsssf.com/tabless/saar-intres.html. Läst 20 augusti 2011.
12. ↑  ”Switzerland - Non-Official International Matches Representative Teams 1898-1992” (på engelska). RSSSF. http://www.rsssf.com/tablesz/zwit-others-intres.html. Läst 20 augusti 2011.
13. ↑  Johan Rydén (5 oktober 2008). ”Minnena lever kvar i Öxabäck tio år efter nedflyttningen” (på svenska). Borås tidning. https://www.bt.se/sport/minnena-lever-kvar-i-oxaback-tio-ar-efter-nedflyttningen/. Läst 11 september 2011.
14. ↑  ”1950” (på portugisiska). Sylvesterloppet. Arkiverad från originalet den 1 mars 2014. https://web.archive.org/web/20140301035933/http://www.saosilvestre.com.br/1950. Läst 19 augusti 2012.
15. ↑  ”Boston Marathon”. Arkiverad från originalet den 27 april 2015. https://web.archive.org/web/20150427035419/http://www.baa.org/races/boston-marathon/boston-marathon-history/past-champions/past-mens-open-champions.aspx. Läst 9 april 2011.
16. ↑  ”A landslið karla 1900”. Arkiverad från originalet den 22 april 2009. http://wayback.vefsafn.is/wayback/20090422075742/http://www.hsi.is/Motamal/mot_0800000074.htm. Läst 20 augusti 2011.
17. ↑  ”Championnat de Suède 1949/50” (på franska). Hockey Archives. 21 februari 1950. https://www.hockeyarchives.info/Suede1950.htm. Läst 15 augusti 2011.
18. ↑  ”Championnats du monde 1950” (på franska). Hockey Archives. 7 februari 1950. https://www.hockeyarchives.info/mondial1950.htm. Läst 15 augusti 2011.
19. ↑  ”NHL 1949/50” (på franska). Hockey Archives. https://www.hockeyarchives.info/NHL1950.htm. Läst 23 mars 2020.
20. ↑  ”Historiska segrare”. Vasaloppet. Arkiverad från originalet den 22 mars 2020. https://web.archive.org/web/20200322121012/https://www.vasaloppet.se/wp-content/uploads/sites/1/2019/09/historiska_segrare_vasaloppet_sve_2019-09-18.pdf. Läst 5 september 2011.
21. ↑  ”Davis Cup”. http://www.daviscup.com/en/results/tie/details.aspx?tieId=10000733. Läst 20 augusti 2011.
22. ↑  ”Sport Statistics”. Arkiverad från originalet den 26 juni 2015. https://web.archive.org/web/20150626135516/http://todor66.com/volleyball/Europe/Men_1950.html. Läst 24 augusti 2011.
23. ↑  ”Sport Statistics”. Arkiverad från originalet den 27 oktober 2016. https://web.archive.org/web/20161027102329/http://www.todor66.com/volleyball/Europe/Women_1950.html. Läst 24 augusti 2011.